# Уэдделл-1
Уэдделл-1 (Weddell-1) — первая и единственная совместная советско-американская антарктическая станция, дрейфовавшая на льдине в западной части моря Уэдделла в 1992 году.
В 1990 году на международном совещании в Арктическом и антарктическом НИИ в Ленинграде с участием специалистов из США, ФРГ, Великобритании и СССР было предложено создать дрейфующую научной станцию для исследования малоизученных процессов в труднодоступном районе у восточного побережья Антарктического полуострова. Впоследствии из-за отказа в финансировании от проекта отказались английские и немецкие учёные.

## Создание ледового лагеря
В январе 1992 года в уругвайском порту Монтевидео на прибывшее судно «Академик Федоров» было погружено американское оборудование, на борт взошли члены международной экспедиции — 15 российских и 17 американских специалистов. Начальником будущей станции был назначен В. В. Лукин.
В конце января при помощи авиаразведки была выбрана льдина, пригодная для создания на ней дрейфующей станции, куда и направилось научное судно. Это было большое поле сморози размерами 2,5 × 1,6 км со средней толщиной льда 1,5 м. 4 февраля «Академик Федоров» пришвартовался к выбранному месту, и 12 февраля 1992 года ледовый лагерь был официально открыт. В южной части льдины на участке молодого ровного льда была устроена ВПП, где постоянно дежурили два вертолёта.

## Деятельность и результаты работ станции
Со станции было осуществлено 70 зондирований моря до дна с отбором проб воды на гидрохимический анализ, с помощью вертолётов было сделано 37 замеров к западу и востоку от генерального направления дрейфа льдины. Собранные данные позволили получить новые результаты о процессах формирования верхнего слоя океана и ледяного покрова. Во время дрейфа изучались гидрохимическая структура вод моря Уэдделла, дрейф льда и особенности динамической трансформации ледяного покрова в районе нахождения станции, особенности биоразнообразия и приспособленности жизни антарктической морской флоры и фауны к экстремальным климатическим зимним условиям. Метеорологами были получены экспериментальные данные о структуре и динамике пограничного слоя атмосферы у ледяного покрова и рассчитаны характеристики тепло- массообмена в этом слое.
Суммарный дрейф станции составил 750 км, 4 июня началась эвакуация научного лагеря, закончившаяся 9 июня. Станция прошла от 71°36′ ю. ш. 49°45′ з. д. до 65°38′ ю. ш. 52°25′ з. д..

## Уэдделл-2
В 2017 году на Полярной комиссии РГО американским учёным Арнольдом Гордоном было предложено повторить совместный дрейф в Антарктике и открыть станцию «Уэдделл-2». Однако с российской стороны участие в проекте было поставлено под сомнение из-за отсутствия перспектив финансирования экспедиции.